# The Burning Wheel (jeu de rôle)

The Burning Wheel est un jeu de rôle médiéval-fantastique américain créé et publié par Luke Crane en 2002.

## Univers
Les ouvrages ne décrivent pas d'univers particulier. Bien que le jeu soit prévu pour un univers médiéval-fantastique, il est possible de l'adapter à d'autre types d'univers.
En 2008, Luke Crane a adapté le jeu à l'univers des comics Légendes de la garde (Mouse Guard) de David Petersen.

## Mécanismes de jeu
Le moteur principal du jeu sont les instincts, traits et croyances des personnages : le meneur de jeu est invité à proposer des situations mettant en scène ces éléments, et les joueurs sont invités à coopérer (ce qui ne signifie pas que leur personnages coopèrent, ils peuvent au contraire s'opposer). L'histoire doit donc se développer de manière « organique », le meneur de jeu ne déroule pas uns scénario figé.

## Publications
Gamme générale
- (en) Luke Crane, The Burning Wheel, Luke Crane, 2002 deux livrets de 240 et 232 p.
- (en) Luke Crane, Chris Allingham, Don Corcoran, Bob Doherty, Radek Drozdalski et Peter Tierney, Monster Burner, Luke Crane, 2007, 392 p. (ISBN 978-0-9758889-2-6 et 0-9758889-2-7)
- (en) Luke Crane, Anthony Hersey, Judd Karlman et Thor Olavsrud, Adventure Burner, Luke Crane, 2010, 368 p. (ISBN 978-0-9758889-9-5 et 0-9758889-9-4)
- (en) Luke Crane et al., The Burning Wheel : Fantasy Roleplaying System, Luke Crane, 2011, 2e éd., 600 p. (ISBN 978-0-9836458-0-1)

Les Légendes de la garde
- (en) Luke Crane (ill. David Petersen), Mouse Guard Roleplaying Game, Archaia Studio Press, 2008, 320 p. (ISBN 978-1-932386-88-2)
- Luke Crane (trad. Alexandre Glize et Véronique Lejeune, ill. David Petersen), Les Légendes de la garde : le jeu de rôle [« Mouse Guard Roleplaying Game »], Footbridge, 2014, 364 p. (ISBN 978-2-9537451-3-9)